# Zwiastowanie (obraz Dantego Gabriela Rossettiego)
Zwiastowanie, znany też jako Ecce Ancilla Domini! (polski Oto służebnica Pańska!) – obraz olejny Dantego Gabriela Rossettiego, namalowany w estetyce prerafaelickiej, ukończony w marcu 1850, przedstawiający scenę zwiastowania. Ma wymiary 72,4 na 41,9 cm. Przechowywany jest w Tate Gallery w Londynie.
Artysta rozpoczął pracę nad obrazem 25 listopada 1849 roku. Do postaci Marii pozowała m.in. Christina Rossetti, natomiast modelami do archanioła byli m.in. William Michael Rossetti oraz Thomas Woolner. Ukończone dzieło wystawiono w 1850. Zostało wtedy źle ocenione przez krytykę i nie znalazło kupca. Z powodu tego niepowodzenia Rossetti uznał, że nigdy więcej nie pokaże Zwiastowania publicznie. Do 1853 roku wprowadzał jednak do obrazu drobne poprawki. Tego samego roku sprzedał go za 50 funtów Francisowi McCracken. Obraz miał być częścią dyptyku – towarzyszyć mu miało przedstawienie śmierci Marii.
Dzieło poświęcone jest popularnemu w sztuce europejskiej biblijnemu motywowi zwiastowania – scenie, podczas której archanioł Gabriel zapowiada Marii narodziny Jezusa. Obraz Rossettiego przedstawia pokój Marii, urządzony bardzo skromnie i z prostotą (inaczej niż we wcześniejszych przedstawieniach tego motywu, w których mieszkanie Marii wypełniały często przedmioty dekoracyjne) – jedynym meblem jest drewniane łóżko, podłoga i okno pozbawione są ozdób; pomieszczenie jest też niezwykle małe. Maria znajduje się na łóżku, przedstawiona jest jako młodziutka rudowłosa dziewczyna, skulona, dopiero co wybudzona ze snu, przestraszona i oszołomiona słowami anioła (to również innowacja Rossettiego – tradycyjnie Marię przedstawiano jako postać spokojną, pogrążoną w rozmyślaniu lub czytaniu nabożnych tekstów). Przy jej łóżku znajduje się archanioł Gabriel, wręczający Marii białą lilię (kwiat ten stanowi centralny punkt obrazu), symbolizującą czystość, która ma towarzyszyć życiu dziewczyny. Obok ramienia Gabriela unosi się biały gołąb, symbolizujący rolę anioła jako boskiego posłańca oraz obecność Ducha Świętego w chwili zwiastowania.
Barwą dominującą na obrazie jest biel. Tego koloru są szaty obu postaci (tradycyjnie przypisywany Marii błękit reprezentowany jest natomiast przez umieszczony za Marią parawan i niebo za oknem).